# 汪琳琳
汪琳琳（2000年8月4日—），中国女子足球运动员，司职后卫，2019年加入成年国家队，她曾随队获得2022年東亞女子足球錦標賽亚军和2022年亚洲运动会女子足球铜牌。